# نادي القصيم الأدبي

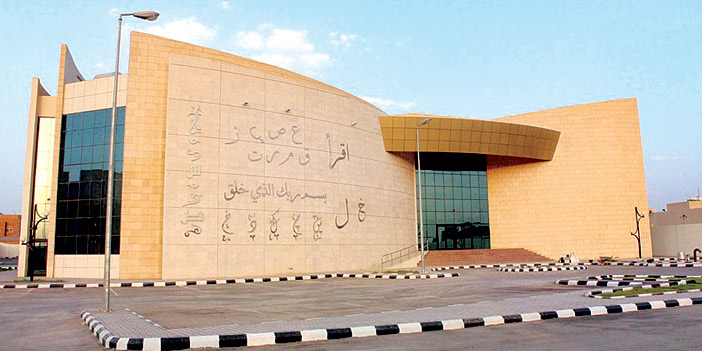
مقر نادي القصيم الأدبي.

نادي القصيم الأدبي تأسس في مدينة بريدة عام 1400 هـ، تحت إشراف الرئاسة العامة لرعاية الشباب السعودي (تغير مسماها حاليا إلى الهيئة العامة للرياضة)، وقد عقد الاجتماع الأول للجنة التأسيسية والجمعية العمومية لنادي القصيم الأدبي ببريدة يوم الأحد الموافق الحادي عشر من صفر عام 1400 هـ، ثم تم عقد الاجتماع الثاني يوم الأربعاء الخامس من ربيع الأول عام 1400 هـ، وتم تشكل أول مجلس إدارة للنادي برئاسة  حسن الهويمل، وعضوية كل من عبد الحليم العبد اللطيف نائب للرئيس، و عبد الرحمن عبد الله عبد العزيز المشيقح أمينا للصندوق، وأحمد اليحيى أمين للمكتبة، وصالح الوشمي رئيس للجنة الثقافية، وعبد العزيز المسند عضو، ومحمد العبودي عضو.

## انتقال المؤسسات الثقافية إلى وزارة الإعلام
تشكيل مجلس إدارة جديد لنادي القصيم الأدبي في عام 1427 هـ، بقرار من وزارة الإعلام السعودية، على خلفية انتقال المؤسسات الثقافية إلى وزارة الإعلام السعودية، وتكون مجلس الإدارة من : أحمد صالح الطامي رئيس النادي، حمـد السويلم نائب رئيس النادي، منصور المهوس أمين المجلس، صالح العوض عضو، عبد العزيز الخويطر عضو، عبد الرحمن السديس عضو، عبد الرحمن الغنايم عضو، عبد الرحمن القاضي عضو، إبراهيم التركي رئيس اللجنة الثقافية، عبد الله المحيميد عضو.
وفي عام 1432 أقيمت انتخابات الأندية الأدبية وفاز بعضوية مجلس إدارة نادي القصيم الأدبي كل من: د.حمـد بن عبد العزيز السويلـم رئيس النادي، د.إبراهيم بن منصور التركي نائب رئيس النادي، أ. أحمد بن سليمان اللهيب المسؤول الإداري، أ. عبد الحليم بن صالح البراك المسؤول المالي، د.إبراهيم الدغيري عضو مجلس الإدارة، أ. محمد بن سليمان الضالع عضو مجلس الإدارة، د.أسماء بنت مطلق العمرو عضو مجلس الإدارة، أ. عبدالرحمن الغنايم عضو مجلس الإدارة، أ. منال المحيميد عضو مجلس الإدارة.

## لجان النادي
- لجنة الشؤون الإدارية : وتقوم هذه اللجنة بالتنسيق والمتابعة مع وزارة الإعلام السعودية وكذلك الإدارات العامة للأندية الأدبية لكل ما يتعلق بالأمور الإدارية، وإعداد ومتابعة محاضر الاجتماعات الدورية لأعضاء مجلس الإدارة، ومتابعة الأمور المالية، ومتابعة أعمال سكرتارية النادي.
- اللجنة الثقافية : وتقوم هذه اللجنة بإعداد ومتابعة ما يلزم لإقامة الأنشطة المنبرية المختلفة، وإقامة المسابقات الأدبية المختلفة، وإعداد البرامج للمشاركة في الفعاليات والمناسبات الوطنية.
- لجنة الكتاب والمكتبات : وتقوم هذه اللجنة بإجازة طبع ونشر الكتب الأدبية والثقافية، والإشراف على مكتبة النادي وتزويدها بالجديد من الكتب، وتنظيم المشاركة بمعارض الكتب المختلفة.
- اللجنة الإعلامية : وتقوم هذه اللجنة بالتغطية الإعلامية لأنشطة النادي، والتواصل مع رجال الصحافة، وتنظيم الحفلات وإعداد اللوحات الدعائية، والإشراف على تصميم أغلفة الكتب والمطبوعات والكتيبات والمطويات.
- لجنة الخدمات العامة : وتقوم هذه اللجنة بالاشتراك في إعداد وتنفيذ المهرجانات الثقافية والشعبية المختلفة، ومتابعة التحضير والتنسيق لاستقبال ضيوف النادي خلال تنفيذ الأنشطة، والمساهمة في المناسبات والحفلات المختلفة والإعداد لإقامة الأنشطة الخاصة بالمناسبات مثل إقامة أنشطة خاصة خلال إجازة الصيف.

## نشاط النادي
يقوم النادي باقامة مؤتمرات متخصصة في كل موسم ثقافي مؤتمرا نقديا متخصصا يدعو إليه المختصين في مجال الأدب والنقد ويستمر المؤتمر ثلاثة أيام، كما يقيم عدد من المحاضرات والندوات المنبرية التي تتناول قضايا الأدب والفكر والثقافة، يقوم أيضا بشكل سنوي بطباعة عدد من الكتب الجديدة والرسائل الجامعية والأعمال الإبداعية المتميزة، أنشأ النادي جماعة للسرد تعنى بالسرد نقدا وإبداعا، وجماعة للشعر التي تعنى بالإبداع الشعري، كما ويقوم النادي الأدبي بتقديم عددٍ من الدورات التدريبية في كل موسم ثقافي، يشارك النادي في المهرجانات الوطنية والصيفية والثقافية التي تقام داخل المملكة العربية السعودية، ومن أبرز المشاركات السنوية المشاركة في المهرجان الوطني للتراث والثقافة مهرجان الجنادرية، ومهرجان صيف بريدة، ومهرجان الربيع.
ويصدر النادي مجلة دورية هي مجلة أبعاد، وهي مجلة أدبية ثقافية تعنى بنشر الموضوعات الثقافية والأدبية والنقدية، كما تعنى بالإبداعات الشعرية والسردية والفنية، حيث تتضمن بالإضافة للدراسات والمقالات النقدية والثقافية ملف خاص عن الشعر العربي الفصيح تحت اسم (ديوان العرب)، وتتضمن ملف آخر عن الإبداعات القصصية القصيرة، بالإضافة إلى ركن عن الرسم والخط العربي، تصدر المجلة بشكل دوري كل ثلاثة أشهر. كما أصدر النادي ويصدر العديد من الإصدارات والكتب المتنوعة بلغت أكثر من ثلاثة وثمانين كتاب منها : كتاب أبو مسلم الخراساني، شعر بني تميم، اللغة العربية بين القاعدة والمثال، الشعر السعودي بين التجديد والتقليد، النزعات الشعرية عند جماعة أبولو، سوق الأدب والنقد في القصيم، رشيد رضا ودعوة الشيخ محمد بن عبد الوهاب، البحر والمرأة العاصفة (ديوان شعر)، الاتجاهات الفنية للقصة القصيرة في المملكة، حركة الشعر في منطقة القصيم.

## مشروعات النادي الأدبية
- مشروع إصدار معجم أدباء القصيم تحت إشراف د.صالح بن سليمان الوشمي
- مشروع أسبوعي ثقافي عن الشاعر الإسلامي عمر بهاء الدين الأميري
- مشروع حصر الآثار الإسلامية الموجودة بالمنطقة، وإعداد دراسة موضوعية عنها مزودة بالصور والرسوم والخرائط.[4]